# Cataclysta diehlalis
Cataclysta diehlalis là một loài bướm đêm trong họ Crambidae.